# Doina Spîrcu
Doina Spîrcu, née le 24 juillet 1970 à Slobozia (Roumanie), est une ancienne rameuse roumaine. Elle est championne olympique aux Jeux de 1996.

## Carrière
Elle remporte la médaille d'or en huit aux Jeux de 1996.

## Palmarès

### Jeux olympiques
- Jeux olympiques d'été de 1996 à Atlanta ( États-Unis) :
  -  médaille d'or en huit

### Championnats du monde
- Championnats du monde d'aviron 2001 à Lucerne ( Suisse) :
  -  médaille d'argent en huit
- Championnats du monde d'aviron 2000 à Zagreb ( Croatie) :
  -  médaille d'argent en quatre de pointe
- Championnats du monde d'aviron 1999 à Saint Catharines ( Canada) :
  -  médaille d'or en huit
- Championnats du monde d'aviron 1997 à Aiguebelette-le-Lac ( France) :
  -  médaille d'argent en quatre de pointe
- Championnats du monde d'aviron 1995 à Tampere ( Finlande) :
  -  médaille d'argent en huit